# Mikrodeletionssyndrom 21q22
Das Mikrodeletionssyndrom 21q22 ist eine sehr seltene angeborene Erkrankung mit den Hauptmerkmalen Pierre-Robin-Sequenz, persistierende angeborene Thrombozytopenie, Corpus-callosum-Agenesie, Gesichtsdysmorphie und erhebliche Entwicklungsretardierung.
Synonyme sind: Del(21)(q22.11q22.12); Mikrodeletionssyndrom 21q22.11-q22.12; Monosomie 21q22.11-q22.12; Braddock-Carey-Syndrom
Die Namensbezeichnung bezieht sich auf die Autoren der Erstbeschreibung aus dem Jahre 1994 durch die US-amerikanischen Kinderärzte Stephen R. Braddock und J. C. Carey.
Die Erkrankung ist nicht zu verwechseln mit dem Braddock-Syndrom.

## Verbreitung
Die Häufigkeit wird mit unter 1 zu 1.000.000 angegeben, über einen Vererbungsmechanismus ist nichts bekannt.

## Ursache
Zugrunde liegt eine Mikrodeletion in der DSCR, Down syndrome critical region auf Chromosom 21 auf q22 unter Beteiligung benachbarter Gene, daher auch die Bezeichnungen Mikrodeletionssyndrom 21q22.11-q22.12; Monosomie 21q22.11-q22.12. Insbesondere wurde bei diesem Mikrodeletionssyndrom das RUNX1 (Runt-related transcription factor 1) Gen identifiziert.

## Klinische Erscheinungen
Klinische Kriterien sind:
- Wachstumsverzögerung schon pränatal, später sich fortsetzend
- Manifestation als Neugeborenes oder Kleinkind
- Kleinwuchs
- Geistige Behinderung
- Sprachentwicklungsstörung
- Thrombozytopenie
- Gesichtsauffälligkeiten wie Mikrozephalie, tief ansetzende Ohrmuscheln, breite Nase

## Diagnose
Die Diagnose ergibt sich aus der Kombination klinischer Veränderungen sowie ggf. der Befunde in der Kernspintomographie des Gehirnes.